# La Mierla
La Mierla è un comune spagnolo di 41 abitanti situato nella comunità autonoma di Castiglia-La Mancia.